# Ostra Górka (Sosnowiec)
Ostra Górka to historyczna, centralna i nieduża dzielnica Sosnowca, zasadniczo występująca współcześnie pod określeniem ulicy Ostrogórskiej - jednej z nielicznych posiadających w historii dziejów miasta zawsze tę samą nazwę. Jako wieś, wespół z innymi: Pogonią, Radochą, Sielcem i Starym Sosnowcem zapoczątkowała na mocy ukazu carskiego w 1902 miasto Sosnowice, dzisiejszy Sosnowiec.
Graniczy od północy i zachodu ze Śródmieściem stykając się od północy z Sielcem, od wschodu z Dębową Górą, którą to granicę wyznacza przepływająca tutaj rzeka Czarna Przemsza a od południa z Radochą. Mieszka w niej około tysiąc osób.

## Historia
- XVII wiek (końcem) - pierwsze wzmiankowanie powstałej na historycznych gruntach pogońskich osady składającej się z dwóch chałup zamieszkiwanych przez smolarzy i należącej jako folwark do gminy Gzichów
- 1815–1817 - działalność odkrywkowej kopalni węgla kamiennego Ostra Górka (niektóre źródła jako datę rozpoczęcia eksploatacji górniczej wymieniają 1822)
- 1832 - ? - ponowny okres działalności kopalni pod nazwą Gzichów, stanowiącej własność Siemieńskich a później Mycielskich
- 1863 - zakup kopalni przez Gustawa von Kramsta
- 1867–1877 - kolejny i ostatni okres działalności kopalni pod nazwą  Zygmunt
- pod koniec XIX wieku zamieszkiwało ją już ok. 1500 osób, wieś nabrała istotnego znaczenia gospodarczego, została rozbudowana w kierunku północnym i w efekcie połączona z Kuźnicą (historyczną osadą Sielca)
- 1902
  - reprezentacja Ostrej Górki w pracach Komisji Doradczej nad przekształceniem wsi Sosnowiec w miasto: Stanisław Aniołek - ostatni sołtys (niektóre źródła jako ostatniego sołtysa wymieniają niejakiego Kawkę), Karol Kirsch - właściciel gruntów i parcel oraz Franciszek Rabsztyn - właściciel magazynu
  - wejście wsi Ostra Górka w skład nowo utworzonego miasta Sosnowice, przemianowanego później na Sosnowiec
- 1933, 7 grudnia - przejazd pierwszego tramwaju
- lata 70. XX wieku - przebudowa układu komunikacyjnego miasta - zupełne przeobrażenie części północnej; niezrealizowanie planów dotyczących przekształcenia ulicy Ostrogórskiej w dwujezdniową, w połączeniu z odcinkiem budowanym na terenie Mysłowic
- 1977 - rozpoczęcie budowy nowego, wielokondygnacyjnego obiektu dla Śląskiej Akademii Medycznej
- 1984 - wstrzymanie budowy obiektu dla Śląskiej Akademii Medycznej
- 2003 - nadanie skrzyżowaniu ulic Ostrogórskiej z 1 Maja i Sienkiewicza nazwy Rondo im. Edwarda Gierka
- 2016 - dwuetapowe wyburzenie, 30 letniego niedokończonego biurowca dla ŚAM, nazywanego przez mieszkańców „szkieletorem”

## Obiekty i miejsca
- Park Harcerski
- Pałac Oskara Schoena
- Park Schoena
- Bulwar Czarnej Przemszy